# Seznam dílů seriálu Agent Carter
Toto je seznam dílů seriálu Agent Carter. Americký akční televizní seriál Agent Carter měl premiéru na stanici ABC.

## Přehled řad
| Řada | Díly | Premiéra v USA | Premiéra v USA |
| Řada | Díly | První díl      | Poslední díl   |
| ---- | ---- | -------------- | -------------- |
| 1    | 8    | 6. ledna 2015  | 24. února 2015 |
| 2    | 10   | 19. ledna 2016 | 1. března 2016 |

## Seznam dílů

### První řada (2015)
| Č. v seriálu | Č. v řadě | Původní název         | Český název         | Režie               | Scénář                               | Premiéra v USA |
| ------------ | --------- | --------------------- | ------------------- | ------------------- | ------------------------------------ | -------------- |
| 1            | 1         | Now is Not the End    | Ještě není konec    | Louis D'Esposito    | Christopher Markus a Stephen McFeely | 6. ledna 2015  |
| 2            | 2         | Bridge and Tunnel     | Most a tunel        | Joseph V. Russo     | Eric Pearson                         | 6. ledna 2015  |
| 3            | 3         | Time and Tide         | Čas a proud         | Scott Winant        | Andi Bushell                         | 13. ledna 2015 |
| 4            | 4         | The Blitzkrieg Button | Tlačítko Blitzkrieg | Stephen Cragg       | Brant Englestein                     | 27. ledna 2015 |
| 5            | 5         | The Iron Ceiling      | Železný strop       | Peter Leto          | Jose Molina                          | 3. února 2015  |
| 6            | 6         | A Sin to Err          | Od hříchu k chybě   | Stephen Williams    | Lindsey Allen                        | 10. února 2015 |
| 7            | 7         | Snafu                 | Nesnáze             | Vincent Misiano     | Chris Dingess                        | 17. února 2015 |
| 8            | 8         | Valediction           | Rozloučení          | Christopher Misiano | Michele Fazekas a Tara Butters       | 24. února 2015 |

### Druhá řada (2016)
| Č. v seriálu | Č. v řadě | Původní název           | Český název             | Režie              | Scénář                                                      | Premiéra v USA |
| ------------ | --------- | ----------------------- | ----------------------- | ------------------ | ----------------------------------------------------------- | -------------- |
| 9            | 1         | The Lady in the Lake    | Dáma v jezeře           | Lawrence Trilling  | Brant Englestein                                            | 19. ledna 2016 |
| 10           | 2         | A View in the Dark      | Výhled do tmy           | Lawrence Trilling  | Eric Pearson a Lindsey Allen                                | 19. ledna 2016 |
| 11           | 3         | Better Angels           | Město lepších andělů    | David Platt        | Jose Molina                                                 | 26. ledna 2016 |
| 12           | 4         | Smoke & Mirrors         | Zdání a klam            | David Platt        | Sue Chung                                                   | 2. února 2016  |
| 13           | 5         | The Atomic Job          | Atomová záležitost      | Craig Zisk         | Lindsey Allen                                               | 9. února 2016  |
| 14           | 6         | Life of the Party       | Život je večírek        | Craig Zisk         | Eric Pearson                                                | 16. února 2016 |
| 15           | 7         | Monsters                | Monstra                 | Metlin Hüseyin     | Brandon Easton                                              | 16. února 2016 |
| 16           | 8         | The Edge of Mystery     | Na hraně tajemství      | Metlin Hüseyin     | Brant Englestein                                            | 23. února 2016 |
| 17           | 9         | A Little Song and Dance | Velký humbuk            | Jennifer Getzinger | námět: Michele Fazekas a Tara Butters scénář: Chris Dingess | 23. února 2016 |
| 18           | 10        | Hollywood Ending        | Konec jako z Hollywoodu | Jennifer Getzinger | námět: Chris Dingess scénář: Michele Fazekas a Tara Butters | 1. března 2016 |